# فلاديمير هورفات
فلاديمير هورفات (بالكرواتية: Vladimir Horvat)‏ هو مجدف كرواتي، ولد في 12 يونيو 1926، وتوفي في 14 مايو 1984.

## وصلات خارجية
- فلاديمير هورفات على موقع الاتحاد الدولي للتجديف (الإنجليزية)
- فلاديمير هورفات على موقع اللجنة الأولمبية الدولية (الإنجليزية)
- فلاديمير هورفات على موقع أوليمبيديا (الإنجليزية)